# Campeonato Europeo de Halterofilia de 1987
El LXVI Campeonato Europeo de Halterofilia se celebró en Reims (Francia) entre el 3 y el 9 de mayo de 1987 bajo la organización de la Federación Europea de Halterofilia (EWF) y la Federación Francesa de Halterofilia.

## Medallistas
| Evento  | Oro                               | Plata                               | Bronce                              |
| ------- | --------------------------------- | ----------------------------------- | ----------------------------------- |
| 52 kg   | Sevdalin Marinov Bulgaria 260,0   | Bernard Piekorz · Polonia · 232,5   | Agron Haxhihyseni · Albania · 222,5 |
| 56 kg   | Mitko Grablev Bulgaria 295,0      | Imrich Rusniak Checoslovaquia 245,0 | Arvo Ojalehto · Finlandia · 237,5   |
| 60 kg   | Stefan Topurov Bulgaria 310,0     | Attila Czanka Rumania 307,5         | Mujadi Sedayev URSS 307,5           |
| 67,5 kg | Mijail Petrov Bulgaria 347,5      | Israyel Militosian URSS 335,0       | Joachim Kunz RDA 332,5              |
| 75 kg   | Alexandar Varbanov Bulgaria 370,0 | Andrei Socaci Rumania 367,5         | Borislav Guidikov Rumania 367,5     |
| 82,5 kg | Asen Zlatev Bulgaria 392,5        | László Barsi · Hungría · 372,5      | Petre Becheru Rumania 367,5         |
| 90 kg   | Anatoli Jrapaty URSS 415,0        | Rumen Teodosiev Bulgaria 410,0      | Viktor Tregubov URSS 405,0          |
| 100 kg  | Andor Szanyi · Hungría · 422,5    | Nicu Vlad Rumania 422,5             | Pavel Kuznetsov URSS 410,0          |
| 110 kg  | Yuri Zajarevich URSS 440,0        | Stefan Botev Bulgaria 430,0         | Artur Akoyev URSS 430,0             |
| +110 kg | Antonio Krastev Bulgaria 467,5    | Yevgueni Sypko URSS 445,0           | Peter Hudeček Checoslovaquia 405,0  |

1. 1 2 3  Arrancada (kg) + dos tiempos (kg) = total olímpico (kg).

## Medallero
| Núm. | País           | Oro | Plata | Bronce | Total |
| ---- | -------------- | --- | ----- | ------ | ----- |
| 1    | Bulgaria       | 7   | 2     | 0      | 9     |
| 2    | URSS           | 2   | 2     | 4      | 8     |
| 3    | Hungría        | 1   | 1     | 0      | 2     |
| 4    | Rumania        | 0   | 3     | 2      | 5     |
| 5    | Checoslovaquia | 0   | 1     | 1      | 2     |
| 6    | Polonia        | 0   | 1     | 0      | 1     |
| 7    | Albania        | 0   | 0     | 1      | 1     |
| 7    | Finlandia      | 0   | 0     | 1      | 1     |
| 7    | RDA            | 0   | 0     | 1      | 1     |
|      | TOTAL          | 10  | 10    | 10     | 30    |